# Большие Раскопины
Большие Раскопины — деревня в Слободском районе Кировской области в составе Бобинского сельского поселения.

## География
Находится на расстоянии примерно 10 км на восток от Нового моста через Вятку в городе Киров.

## История
Известна с 1670 года как пустошь Сысуевская с 1 двором, в 1764 году учтено 17 жителей. В 1873 году в деревне Сысоевская учтено дворов 4 и жителей 38, в 1905 6 и 39, в 1926 14 и 66, в 1950 13 и 55. В 1989 году отмечено 7 жителей. Нынешнее название утвердилось с 1926 года. Деревня имеет дачный характер.

## Население
Постоянное население  составляло 2 человека (русские 100%) в 2002 году, 10 в 2010.